# Alopecosa balinensis
Espèce
Synonymes
- Tarentula balinensis Giltay, 1935

Alopecosa balinensis est une espèce d'araignées aranéomorphes de la famille des Lycosidae.

## Distribution
Cette espèce est endémique de Bali en Indonésie.

## Publication originale
- Giltay, 1935 : Liste des arachnides d'Extrême-Orient et des Indes orientales recueillis, en 1932, par S. A. R. le Prince Léopold de Belgique. Bulletin du Musée royal d'histoire naturelle de Belgique, vol. 11, no 20, p. 1-15.